# 二八台镇
二八台镇，旧称雅克拉镇，是中华人民共和国新疆维吾尔自治区阿克苏地区库车市下辖的一个镇。

## 行政区划
二八台镇下辖以下村级行政区划单位：
镇村和却勒阿瓦提村。